# Otto Sendtner
Otto Sendtner, född 27 juni 1813 i München, död 21 april 1859 på en nervklinik i Erlangen, var en tysk botaniker.
Sendtner var professor vid Münchens universitet och är främst känd genom sina för växtgeografin betydelsefulla arbeten Die Vegetationsverhältnisse Südbayerns nach den Grundsätzen der Pflanzengeographie... geschildert (1854) och Die Vegetationsverhältnisse des bayerischen Waldes (utgiven 1860 av Wilhelm Theodor Gümbel och Ludwig Radlkofer).
Auktorsnamnet Sendtn. kan användas för Otto Sendtner i samband med ett vetenskapligt namn inom botaniken; se Wikipediaartiklar som länkar till auktorsnamnet.